# Резолюция 214 на Съвета за сигурност на ООН
Резолюция 214 на Съвета за сигурност на ООН е приета на 27 септември 1965 г. по повод индо-пакистанския спор за областта Кашмир.
Резолюцията 214 изразява дълбокото безпокойство на Съвета за сигурност от това, че прекратяването на огъня в Кашмир, за което правителствата на Индия и Пакистан са изразили безусловно съгласие, не се спазва и в тази връзка напомня, че примирието, за което призовават предишните резолюции по въпроса, е прието единодушно от членовете на Съвета и е получило съгласието на правителствата на двете враждуващи държави. Поради това документът настоява двете държави спешно да изпълнят поетите пред Съвета задължения за прекратяване на огъня и незабавно да изтеглят военния си персонал, което е необходима стъпка към изпълнението на Резолюция 211.
Резолюция 214 е приета, без да бъде подложена на гласуване от Съвета за сигурност.